# Los herederos de la tierra
Los herederos de la tierra es la cuarta novela del abogado y escritor español Ildefonso Falcones. Se trata de la continuación de La catedral del mar que, ambientada en Barcelona en el siglo XIV, retoma la acción tres años después del final de la primera entrega.

## Adaptación
El 22 de mayo de 2020, Atresmedia y Netflix anunciaron que había llegado a un acuerdo para la producción de la adaptación de la novela homónima, convirtiéndose en secuela de La catedral del mar. En noviembre del mismo año, inició su rodaje, siendo finalmente estrenada el 15 de abril de 2022, en Netflix.